# الیمارائو
اُلیمارائو یک آب‌سنگ حلقوی بدون سکنه در ایالت یاپ، ایالات فدرال میکرونزی است. مساحت آن ۰٫۲ کیلومتر مربع (۰٫۰۷۷ مایل مربع) و در ۵ کیلومتر (۳٫۱ مایل) شمال باختری آب‌سنگ حلقوی الاتو و ۸۶۰ کیلومتر (۵۳۰ مایل) جنوب خاوری آبخوست یاپ قرار دارد. مدیریت الیمارائو بر عهده الاتو است.

## جغرافیا
مساحت کل آب‌سنگ حلقوی الیمارائو ۱۱ کیلومتر مربع (۴٫۲ مایل مربع)، درازای آن ۵ کیلومتر (۳٫۱ مایل) و پهنای آن ۳ کیلومتر (۱٫۹ مایل) است. مساحت تالاب داخلی نزدیک به ۶ کیلومتر مربع (۲٫۳ مایل مربع) است و دو گذرگاه در لبه جنوبی آن قرار دارند.

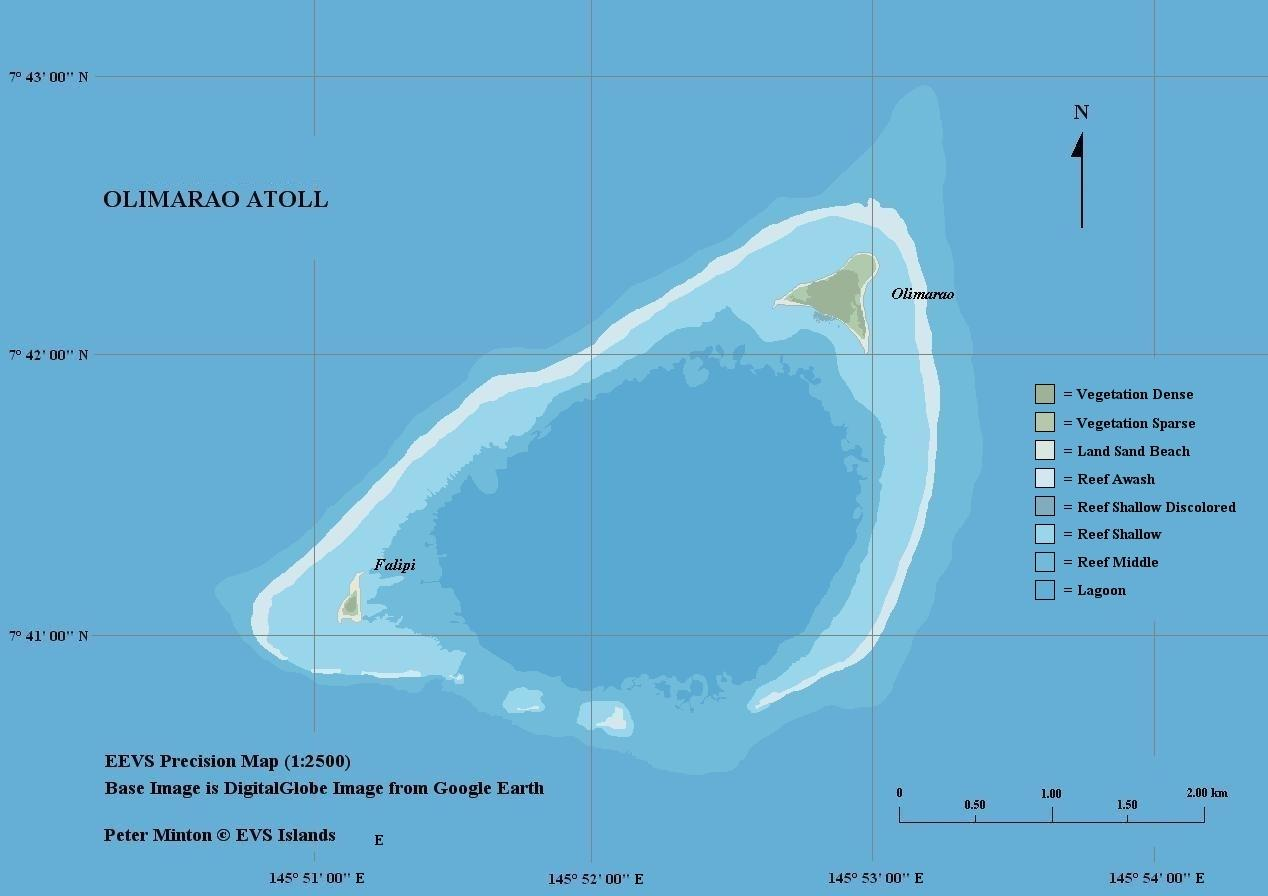
نقشه اُلیمارائو

## آبخوست‌ها
تنها دو آبخوست خرد در آب‌سنگ اُلیمارائو وجود دارند که مساحت کلی آنها ۰٫۲ کیلومتر مربع (۲۰ هکتار) است:
- آبخوست اولیمارائو در شمال خاوری‌ترین بخش آب‌سنگ و بزرگترین آبخوست
- آبخوست فالیپی در گوشه جنوب باختری و تنها مساحت ۲٫۴ هکتار (۵٫۹ جریب فرنگی)

## زیست‌شناسی

### گیاه‌شناسی
پوشش گیاهی هر دو آبخوست، کلم ساحلی و درختچه و بیشتر از آنها، درختان نارگیل است.

### بوم‌شناسی
همه آب‌سنگ حلقوی اولیمارائو، منطقه حفاظت‌شده است. بنابراین محیط مناسبی برای رشد لاک‌پشت دریایی، خرچنگ نارگیل، و لجه است.